# Begonia ebolowensis
Begonia ebolowensis là một loài thực vật có hoa trong họ Thu hải đường. Loài này được Engl. mô tả khoa học đầu tiên năm 1921.